# Richard Bright (lékař)
Richard Bright (28. září 1789 Bristol, Anglie – 16. prosince 1858 Londýn, Anglie) byl anglický lékař, nefrolog. Je všeobecně považován za zakladatele studia ledvinových onemocnění, jež pak vyústilo napřed v interní subspecializaci na ledvinové nemoci, později v chirurgickou specializaci na močové ústrojí.
Bright jako první upozornil na souvislost ledvinových nemocí s výskytem bílkoviny v moči. Své objevy uveřejnil v přednášce v Londýně v roce 1827. To byl základní objev, jelikož byl Bright první, kdo pochopil to, co se dnes zdá samozřejmé: že klíč k poznání nemocí ledvin i celého močového ústrojí je ve vyšetření moče, původně chemickém, později i mikroskopickém (tzv. vyšetření močového sedimentu).
Jako první také popsal onemocnění ledvin, jeho příznaky mohou být otoky, těžké stavy a zvracení. V minulosti se označovalo jako  Brightova nemoc, nicméně se jedná se o společný termín pro různá onemocnění ledvin.

## Biografie
Richard Bright se narodil v Bristolu v hrabství Gloucestershire jako třetí syn Sarah a Richarda Brightových. Otec byl bohatý obchodník a bankéř a v synovi rozvíjel zájem o vědu a povzbuzoval ho, aby o ní uvažoval jako o kariéře. Bright v roce 1808 nastoupil na Edinburskou univerzitu, kde studoval filozofii, ekonomii a matematiku, ale v následujícím roce přestoupil na medicínu. V roce 1810 se zúčastnil vědecké expedice na Island, kde sbíral botanické a geologické vzorky. Poté pokračoval ve studiu medicíny v Guy's Hospital v Londýně a v září 1813 se vrátil do Edinburghu, kde mu byl udělen lékařský titul.
V roce 1814 se Bright vydal na cestu po Evropě. Po návštěvě Holandska a Belgie se vydal do Berlína, kde strávil několik měsíců v nemocnici La Charité a na poliklinice. Z Berlína odjel do Drážďan a pak do Vídně. Na jaře 1815 podnikl cestu po Dolních Uhrách, pobýval na zámku Festetics v Keszthely, kde je umístěna jeho velká pamětní deska a nápisem „Památce anglického lékaře, vědce a cestovatele, který byl jedním z průkopníků přesného popisu Balatonu". Po návratu vydal Travels from Vienna through lower Hungary (Cesty z Vídně po Dolních Uhrách) ilustrované řadou rytin podle vlastních náčrtů. Na podzim roku 1818 se opět vrátil do Evropy. Několik měsíců strávil v Německu, přes Tyrolsko se dostal do Itálie a přes Švýcarsko a Francii se vrátil zpět do Anglie.
Ve dvacátých a třicátých letech 19. století působil Bright opět v Guy's Hospital, kde vyučoval, léčil a zabýval se medicínským výzkumem. Roku 1820 se zde stal asistentem a v roce 1824 řádným lékařem. Od roku 1822 vedl po tři roky kurz botaniky, o rok později začal s klinickými přednáškami a od roku 1837 přednášel společne s Thomasem Addisonem vnitřní lékařství.
Brightův výzkum příčin a příznaků onemocnění ledvin vedl k identifikaci takzvané Brightovy choroby, proto je považován za „otce nefrologie“. Vynikal v pečlivém klinickém pozorování a jeho korelaci s pitevním nálezem. Výsledky svých rozsáhlých výzkumů poprvé zveřejnil v publikaci Reports of Medical Cases (1827), v níž stanovil edém (otok) a proteinurii (přítomnost albuminu v moči) jako hlavní klinické příznaky závažného onemocnění ledvin, které neslo jeho jméno. Další jeho práce o onemocnění ledvin byly publikovány v Guy's Hospital Reports z roku 1831 a 1836. Bright sám si byl vědom toho, že otoky spojené s albuminurií a poškozením ledvin lze považovat za různé typy onemocnění. První publikace se týkaly především chronických onemocnění ledvin, později však naznačil, že tyto případy jsou důsledkem počátečních, někdy neviditelných zánětů ledvin. Dlouhodobě se uznává, že Brightova nemoc není definované onemocnění, ale pouze společný termín pro různá onemocnění ledvin, jako nefritis, nefróza, nefroskleróza atd. V roce 1842 vyčlenila Guy's Hospital pro Brighta dvě oddělení po 21 lůžkách, aby mohl pokračovat ve studiu onemocnění ledvin. Součástí byla malá klinická laboratoř, ordinace a kancelář. Jednalo se o první klinickou experimentální jednotku v Anglii. V roce 1843 Bright z nemocnice odešel, aby se mohl věnovat soukromé praxi.

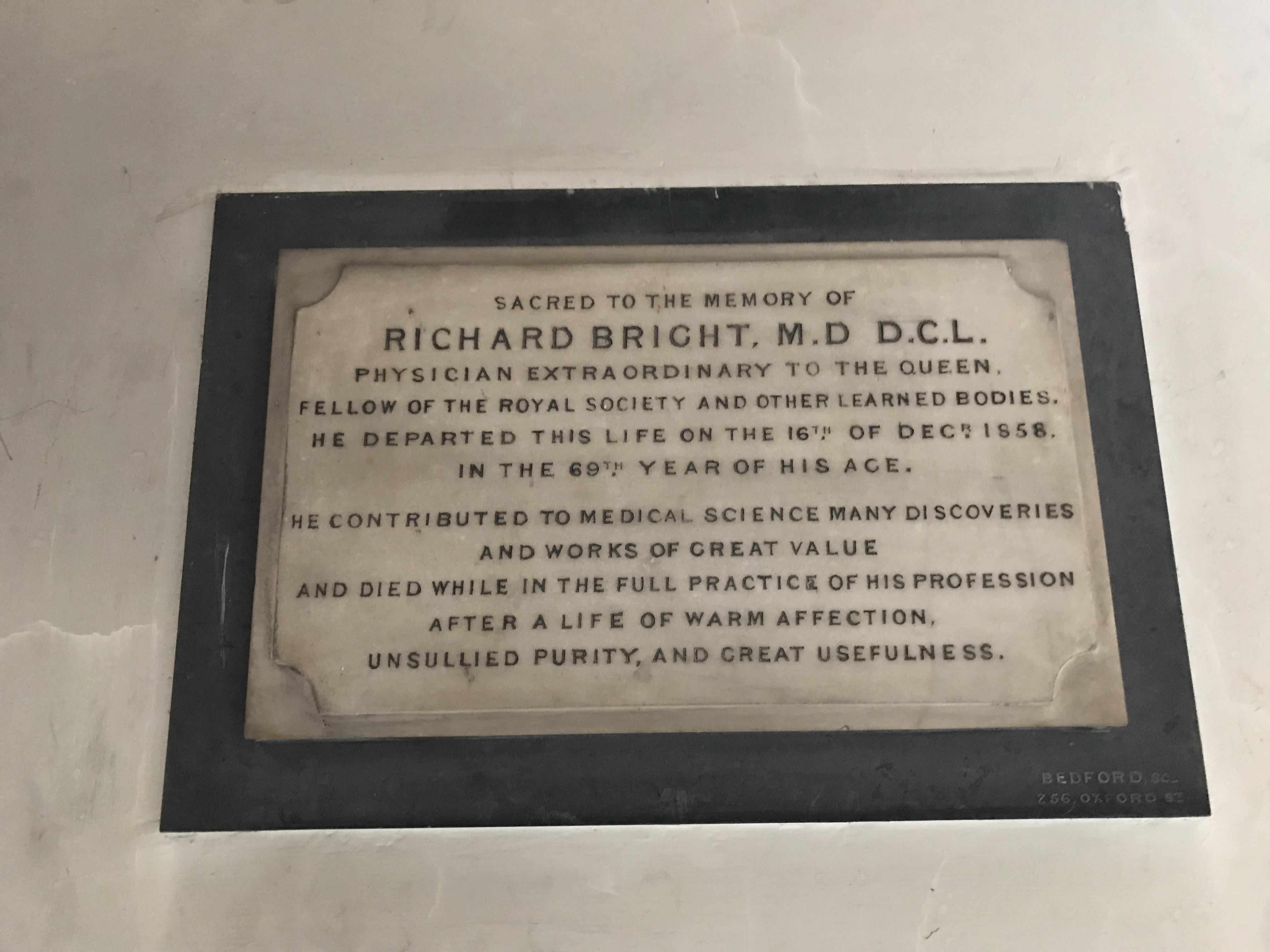
Pamětní deska Richarda Brighta v kostele svatého Jakuba na londýnském Piccadilly.

V roce 1821 byl zvolen členem Královské společnosti a v roce 1837 byl prezidentem Královské lékařské a chirurgické společnosti. Na Royal College of Physicians přednesl v roce 1833 přednášku na téma „Funkce břišních orgánů“ a v roce 1837 na téma „Poruchy mozku“. V témže roce, po nástupu královny Viktorie, byl jmenován mimořádným lékařem jejího veličenstva.
Bright byl dvakrát ženatý, poprvé s Martou, nejmladší dcerou Williama Babingtona a podruhé s nejmladší dcerou Benjamina Folletta a sestrou sira Williama Webba Folletta. V prosinci roku 1858 těžce onemocněl a zemřel dne 16. prosince po pouhých čtyřech dnech v důsledku krvácení do žaludku a střev, které souviselo s jeho dlouholetým onemocněním aortální chlopně. Zanechal vdovu, dvě dcery a tři syny. Nejmladší syn se stal také lékařem, starší James Franck Bright byl historikem.
Richard Bright byl pohřben na hřbitově Kensal Green. V kostele svatého Jakuba na Piccadilly v Londýně se nachází jeho pamětní deska.

## Průkopníci medicíny z Guy's Hospital
Během dvanácti let, od roku 1825 do roku 1837, pracovali v Guy's Hospital současně Richard Bright, Thomas Addison a Thomas Hodgkin, kteří přispěli k věhlasu Guy's Hospital jako významné lékařské školy. V těchto letech si Bright a Addison získali mezinárodní proslulost svými přednáškovými cykly. Tito tři „velikáni“ měli mnoho společného. Všichni popsali nemoc, která po nich byla pojmenována, společně i jednotlivě obohatili klinický výzkum tím, že si pečlivě zaznamenávali klinická pozorování a doplňovali je o pitevní nálezy. Všichni tři získali lékařský titul na Edinburské univerzitě, i když z různých důvodů: Hodgkinovi jako kvakerovi byl přístup do Oxfordu nebo Cambridge odepřen, Addison si to nemohl dovolit a Bright dal zřejmě přednost kvalitě před tradicí.